# Nordborchen
Nordborchen ist die nördliche der fünf Ortschaften der Gemeinde Borchen im Kreis Paderborn in Nordrhein-Westfalen (Deutschland).

## Geografie
Nordborchen befindet sich auf der nordwestlichen Paderborner Hochfläche. Das Tal der Alme am westlichen Ortschaftsrand, in die unterhalb des Dorfes die Altenau einmündet, ist die Landschaftsgrenze zum Hellwegraum.
Im Norden beginnend im Uhrzeigersinn grenzt Nordborchen an die Paderborner Stadtteile Wewer und Paderborn sowie die Borchener Ortschaften Kirchborchen und Alfen.

## Geschichte
Bischof Meinwerk schenkte 1031 seinen Besitz zu Nordborchen dem von ihm gegründeten Kloster Abdinghof. Zuvor war bereits 1015 die Schenkung eines Hofes erfolgt. Den Mittelpunkt des Ortes bildeten seit alters her zwei Adelssitze, das Oberhaus, heute Mallinckrodthof und das Unterhaus, von dem heute nur noch eine Ruine vorhanden ist. Beide Gebäude befinden sich heute im Eigentum der Gemeinde Borchen. Grundherren waren bis zur Aufhebung des Fürstentums Paderborn (1802) das Domkapitel, das Kloster Abdinghof, die Herren von Oeynhausen und von Haxthausen.
Einer der bedeutendsten Bauernhöfe war der alte Meierhof. Es ist bislang nicht nachgewiesen, ob die bereits 1304 bestehende Kapelle zu Nordborchen auf dem Gelände des Meierhofes errichtet worden ist.
Nordborchen gehörte bis zu den Napoleonischen Kriegen zum Hochstift Paderborn. Im Königreich Westphalen bildete Nordborchen von 1807 bis 1813 eine Gemeinde im Kanton Kirchborchen des Distrikts Paderborn im Departement der Fulda und fiel dann an Preußen. 1816 kam die Gemeinde zum neuen Kreis Paderborn, in dem sie zum Amt Kirchborchen gehörte. 
Die seit Jahrhunderten bestehende kirchliche Bindung an Kirchborchen wurde mit der Errichtung der Pfarrvikarie 1925 beendet.
Am 1. Juli 1969 schlossen sich die Gemeinden Alfen, Nordborchen und Kirchborchen des Amtes Kirchborchen zur Gemeinde Borchen mit Sitz in Nordborchen zusammen. Am 1. Januar 1975 schloss sich die Gemeinde Borchen mit Dörenhagen und Etteln zur neuen Gemeinde Borchen zusammen, das Amt Kirchborchen wurde aufgelöst. Rechtsnachfolgerin ist die Gemeinde Borchen.
Nach wie vor prägen heute die wuchtigen Giebel der in Bruchstein errichteten Bauernhäuser das geschlossene, sich an der Altenau erstreckende Unterdorf. Durch die in den letzten Jahren neu erschlossenen Baugebiete hat sich Nordborchen, ebenso wie Kirchborchen, als bevorzugter Wohnort in der Nähe der Bischofsstadt Paderborn entwickelt. Hier haben viele, die in Borchen und der näheren Umgebung arbeiten, eine neue Heimat gefunden.

## Einwohnerentwicklung
1950 hatte die damalige Gemeinde Nordborchen 1447 Einwohner, eine Zahl, die sich bis Anfang des Jahres 2005 auf 3844 erhöht hat, eine Steigerung um 165,7 %.
Borchen entwickelte sich vom Zweig der Altenau und der Alme im Laufe der Jahre hinauf bis auf den Hessenberg. In dieser Zeit wechselte sogar die Grundschule wegen der Überzahl der Schüler den Platz. Die ehemalige Schule steht (wie die neue) ortszentral in der Wegelange. Am Ursprung des Dorfes gibt es ein Museum.

## Politik

### Ortsvorsteher
- 1975 bis 1979 Walter Bleischwitz
- 1979 bis 1984 Franz Tölle
- 1984 bis 1989 Josef Kemper
- 1989 bis 1999 Franz Koch-Bertram
- 1999 bis 2009 Ernst Meyer
- 2009 bis 2014 Harald Kuhnigk[5]
- seit 2014 Gerald Klocke[6]

Ortsvorsteher von Nordborchen ist Gerald Klocke (SPD). Damit geht das Amt des Ortsvorstehers seit der kommunalen Neugliederung 1975 erstmals nicht an die CDU; Nordborchen hat den ersten „roten“ Ortsvorsteher.

## Wirtschaft und Infrastruktur
Am nordwestlichen Ortschaftsrand, direkt hinter der Stadtgrenze zu Paderborn, befindet sich die Anschlussstelle Paderborn-Mönkeloh der Autobahn A 33, der Verbindungsautobahn zwischen der A 2 Oberhausen-Berlin und der A 44 Dortmund-Kassel. In absehbarer Zeit soll die A 33 über Bielefeld hinaus in nordwestlicher Richtung bis Osnabrück verlängert werden.
Durch Nordborchen führt die L 755 nordwärts durch die südwestlichen Gewerbegebiete Paderborns zur Paderborner Innenstadt und südwärts durch Kirchborchen zur Anschlussstelle Borchen der A 33. Vor der Fertigstellung der A 33 durch Borchen war dies das nördliche Teilstück der B 480, die südwärts über Bad Wünnenberg und Brilon hinaus ins Sauerland führt.

## Religion

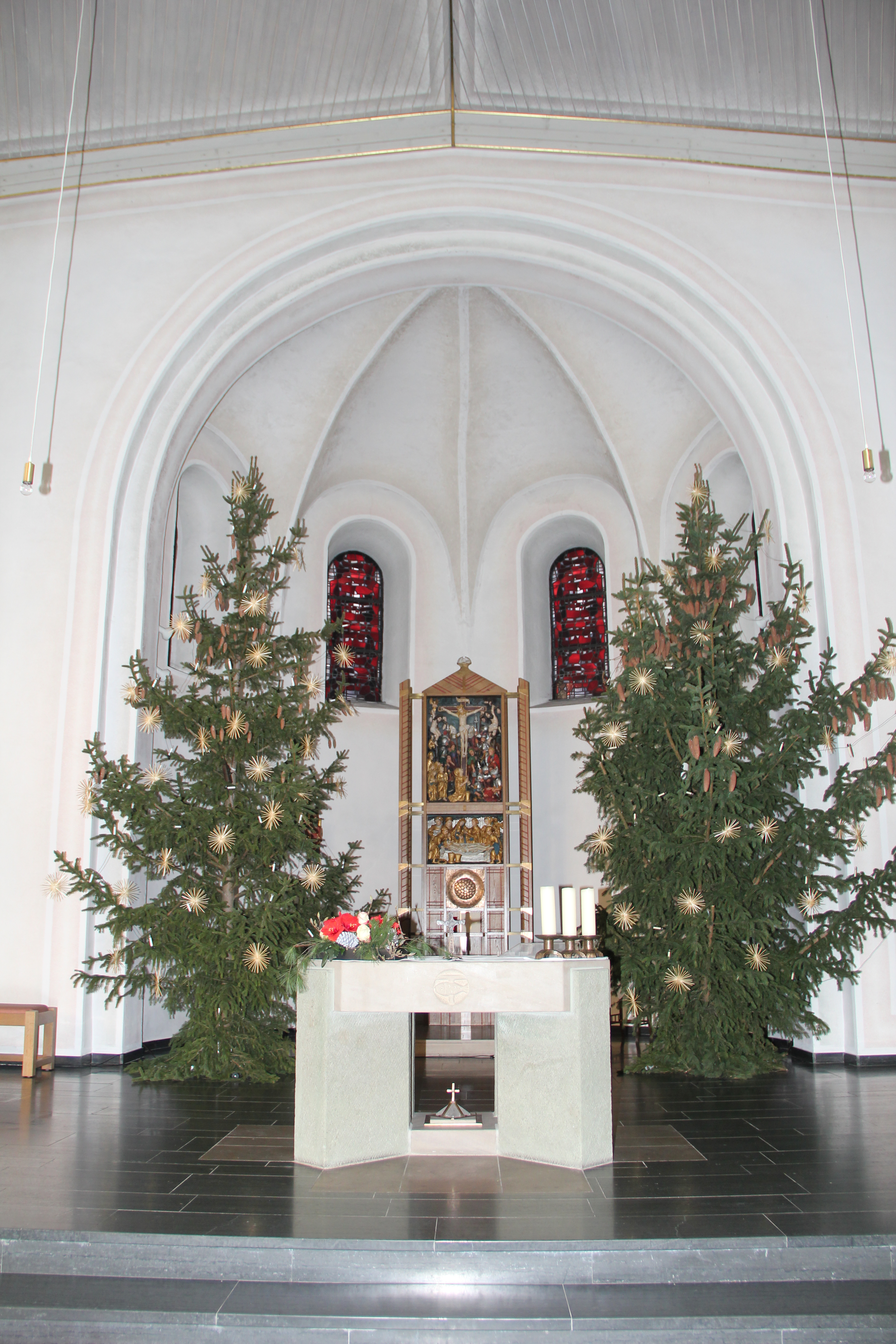
Innenansicht der Kirche St. Laurentius in Nordborchen

Etwa 63 % der Bevölkerung Nordborchens sind katholisch und gehören zur Kirchengemeinde Sankt Laurentius Nordborchen im Dekanat Paderborn des Erzbistums Paderborn. Mit den übrigen katholischen Kirchengemeinden der politischen Gemeinde Borchen sind diese Teil des pastoralen Raumes Elsen-Wewer-Borchen.
Die etwa 18 % evangelisch-lutherischen Einwohner gehören zur evangelisch-lutherischen Stephanus-Kirchengemeinde Borchen im Kirchenkreis Paderborn der Evangelischen Kirche von Westfalen.

## Kultur und Sehenswürdigkeiten

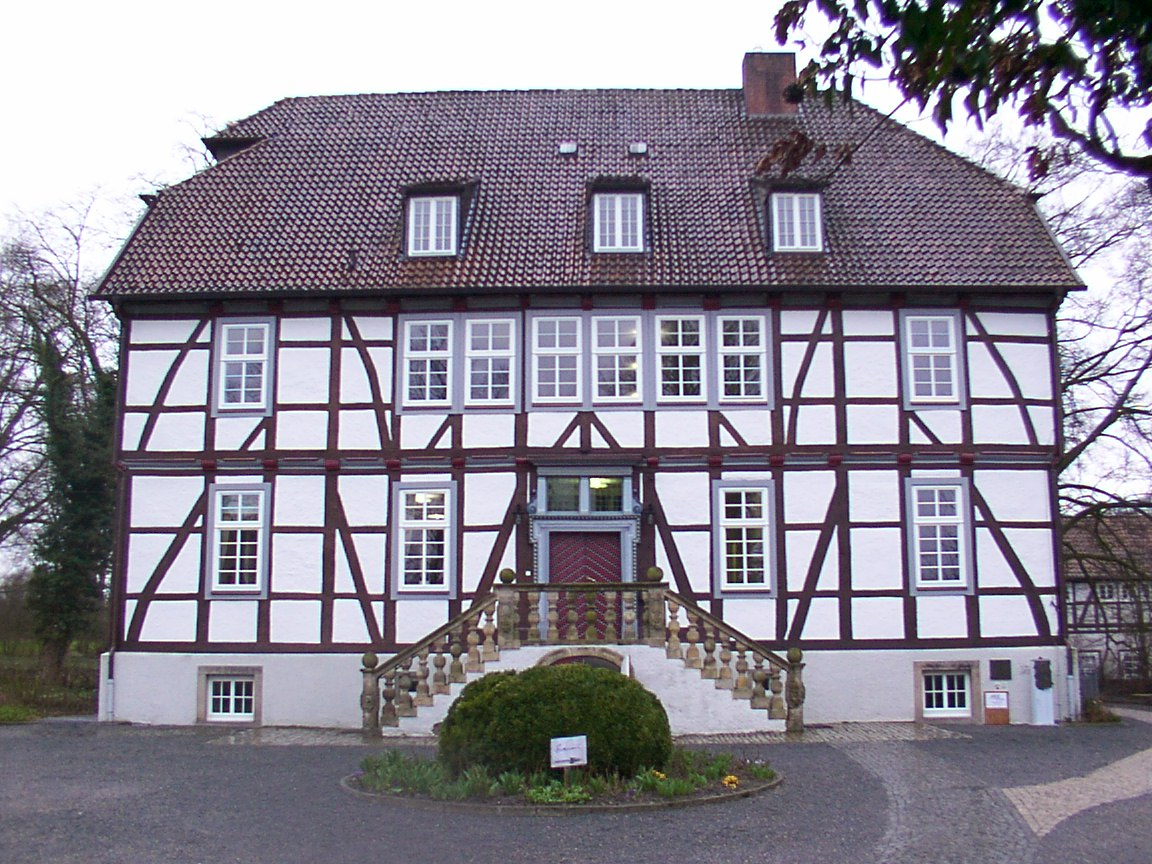
Mallinckrodthof

Zwei Adelssitze, das Unterhaus, von dem heute nur noch Ruinenreste vorhanden sind, und der Mallinckrodthof, das sogenannte Oberhaus, bilden seit alters her den Mittelpunkt des Ortes.